# Etapa Distrital del Cusco 2025
La Etapa Distrital del Cusco de la Copa Perú 2025 es el torneo de fútbol que reúne a los equipos de la ciudad del Cusco en busca de la clasificación a la siguiente fase del certamen. En esta edición, la competición lleva el nombre de "Copa SPORTEAM" y se realiza en conmemoración del cincuentenario de la Liga Distrital de Fútbol del Cusco y está dedicada a Víctor R.D. Cortéz Escudero, reconocido entrenador en la región y presidente del consejo directivo del Club Cienciano Junior. El torneo dará inicio el 2 de marzo, marcando el comienzo de la lucha por un lugar en la etapa provincial.
La Etapa Distrital del Cusco es parte de la Copa Perú 2025, un torneo que permite a los equipos de diversas regiones del país competir por el ascenso al fútbol profesional. En esta edición, el certamen otorgará un cupo directo a la Liga 2 y un cupo adicional mediante repechaje, mientras que los cuatro mejores equipos clasificados en la fase final asegurarán su presencia en la Liga 3. Este sistema refuerza el proceso de promoción del talento futbolístico y brinda mayores oportunidades a los clubes emergentes para alcanzar niveles competitivos más altos en el fútbol peruano.

## Participantes y Novedades
El 9 de febrero de 2025, la Liga Distrital de Fútbol del Cusco anunció a los 12 equipos que disputarán el torneo. En esta ocasión, los nuevos equipos en la primera división distrital son el Club Internacional Sport Liberales y el Club Deportivo Social Abancay, que ocuparon el primer y segundo lugar, respectivamente, en la Segunda División del Cusco 2024.
Por otro lado, los equipos que no formarán parte del campeonato en 2025 son el Club Deportivo Ingeniería Civil y el Club Deportivo Educación UNSAAC, quienes descendieron tras su desempeño en la temporada 2024.

## Sistema de Competencia y Clasificación
El torneo se disputará en dos grupos de seis equipos cada uno, bajo el formato de todos contra todos dentro de cada grupo. Al finalizar la fase de grupos, los cuatro primeros de cada grupo clasificarán a los cuartos de final. Los ganadores de esta fase avanzarán a las semifinales, y posteriormente, los vencedores disputarán la final. Los dos equipos que lleguen a la final representarán a Cusco en la Etapa Provincial del Cusco 2025. El ganador de la final se proclamará campeón de la Liga Distrital de Fútbol de Cusco.
A continuación, se presentan los integrantes de cada grupo:
| GRUPO A                | GRUPO B                    |
| ---------------------- | -------------------------- |
| Inti Qosqo Futbol Club | CD Salesianos              |
| CD Balconcillo         | Club UNSAAC                |
| Club Cienciano Junior  | Club San Francisco de Asis |
| C.I. Sport Liberales   | CD Ingeniería Eléctrica    |
| CD Cienciano Huaynas   | Club Social Abancay        |
| Club Universitario     | Club Corazón de León       |

## Estadio
Los partidos de la Etapa Distrital del Cusco 2025 hasta la etapa semifinal se desarrollaron en el estadio de la GUE Inca Garcilaso de La vega.

## Primera etapa - Fase de grupos

### Grupo A

#### Fecha 1.
| Fecha  | HORA  | Equipo 2             |   | Equipo 2               |   |    |
| ------ | ----- | -------------------- | - | ---------------------- | - | -- |
| 8/3/25 | 06:45 | CD Cienciano Huaynas | 0 | C.I. Sport Liberales   | 5 |    |
| 8/3/25 | 08:30 | CD Balconcillo       | 3 | Inti Qosqo Futbol Club | 0 | WO |
| 8/3/25 | 13:10 | Club Universitario   | 0 | Club Cienciano Junior  | 1 |    |

#### Fecha 2.
| Fecha   | HORA  | Equipo 1               |   | Equipo 2              |   |    |
| ------- | ----- | ---------------------- | - | --------------------- | - | -- |
| 09/3/25 | 12:00 | CD Cienciano Huaynas   | 2 | CD Balconcillo        | 3 |    |
| 09/3/25 | 15:15 | Inti Qosqo Futbol Club | 0 | Club Universitario    | 3 | WO |
| 16/3/25 | 13:40 | C.I. Sport Liberales   | 0 | Club Cienciano Junior | 3 |    |

#### Fecha 3.
| Fecha   | HORA  | Equipo 1              |   | Equipo 2               |   |    |
| ------- | ----- | --------------------- | - | ---------------------- | - | -- |
| 15/3/25 | 06:45 | Club Universitario    | 0 | C.I. Sport Liberales   | 3 |    |
| 15/3/25 | 08:30 | Club Cienciano Junior | 1 | CD Balconcillo         | 0 |    |
| 15/3/25 |       | CD Cienciano Huaynas  | 3 | Inti Qosqo Futbol Club | 0 | WO |

#### Fecha 4.[4]
| Fecha   | HORA  | Equipo 1              |   | Equipo 2               |   |    |
| ------- | ----- | --------------------- | - | ---------------------- | - | -- |
| 22/3/25 | 08:30 | CD Balconcillo        | 3 | Club Universitario     | 0 |    |
| 22/3/25 | 12:55 | Club Cienciano Junior | 2 | CD Cienciano Huaynas   | 0 |    |
|         |       | C.I. Sport Liberales  | 3 | Inti Qosqo Futbol Club | 0 | WO |

#### Fecha 5.
| Fecha   | HORA  | Equipo 1              |   | Equipo 2               |   |    |
| ------- | ----- | --------------------- | - | ---------------------- | - | -- |
| 29/3/25 | 12:55 | Club Universitario    |   | CD Cienciano Huaynas   |   |    |
| 29/3/25 | 08:30 | C.I. Sport Liberales  | 2 | CD Balconcillo         | 1 |    |
|         |       | Club Cienciano Junior | 3 | Inti Qosqo Futbol Club | 0 | WO |

#### Tabla de posiciones GRUPO A
| Pos. | Equipo                 | Pts. | PJ | PG | PE | PP | GF | GC | Dif. |
| ---- | ---------------------- | ---- | -- | -- | -- | -- | -- | -- | ---- |
| 1.º  | Club Cienciano Junior  | 15   | 5  | 5  | 0  | 0  | 10 | 0  | 10   |
| 2.º  | C.I. Sport Liberales   | 12   | 5  | 4  | 0  | 1  | 13 | 4  | 9    |
| 3.º  | CD Balconcillo         | 9    | 5  | 3  | 0  | 2  | 10 | 5  | 5    |
| 4.º  | Club Universitario     | 3    | 4  | 1  | 0  | 3  | 3  | 7  | −4   |
| 5.º  | CD Cienciano Huaynas   | 3    | 4  | 1  | 0  | 3  | 5  | 10 | −5   |
| 6.º  | Inti Qosqo Futbol Club | 0    | 5  | 0  | 0  | 5  | 0  | 15 | −15  |

|  | Clasifica a cuartos de final. |

### Grupo B

#### Fecha 1.
| Fecha  | HORA  | Equipo 1                   |   | Equipo 2             |   |    |
| ------ | ----- | -------------------------- | - | -------------------- | - | -- |
| 8/3/25 | 10:10 | Club UNSAAC                | 1 | CD Salesianos        | 2 |    |
| 8/3/25 | 11:40 | CD Ingeniería Eléctrica    | 1 | Club Social Abancay  | 0 |    |
| 8/3/25 | 14:40 | Club San Francisco de Asis | 0 | Club Corazón de León | 3 | WO |

#### Fecha 2.
| Fecha   | HORA  | Equipo 1                |   | Equipo 2                   |   |    |
| ------- | ----- | ----------------------- | - | -------------------------- | - | -- |
| 9/325   | 13:40 | CD Salesianos           | 1 | Club Corazón de León       | 0 |    |
| 16/3/25 | 12:00 | Club Social Abancay     | 0 | Club UNSAAC                | 2 |    |
|         |       | CD Ingeniería Eléctrica | 3 | Club San Francisco de Asis | 0 | WO |

#### Fecha 3.[5]
| Fecha   | HORA  | Equipo 1                   |   | Equipo 2             |   |    |
| ------- | ----- | -------------------------- | - | -------------------- | - | -- |
| 15/3/25 | 11:15 | CD Salesianos              | 0 | Club Social Abancay  | 0 |    |
| 15/3/25 | 12:55 | CD Ingeniería Eléctrica    | 6 | Club Corazón de León | 0 |    |
| 15/3/25 | 14:35 | Club San Francisco de Asis | 0 | Club UNSAAC          | 3 | WO |

#### Fecha 4.
| Fecha   | HORA  | Equipo 1                |   | Equipo 2                   |   |    |
| ------- | ----- | ----------------------- | - | -------------------------- | - | -- |
| 22/3/25 | 6:45  | Club UNSAAC             | 4 | Club Corazón de León       | 0 |    |
| 22/3/25 | 11:15 | CD Ingeniería Eléctrica | 3 | CD Salesianos              | 3 |    |
|         |       | Club Social Abancay     | 3 | Club San Francisco de Asis | 0 | WO |

#### Fecha 5.
| Fecha   | HORA  | Equipo 1                |   | Equipo 2                   |   |    |
| ------- | ----- | ----------------------- | - | -------------------------- | - | -- |
| 29/3/25 | 6:45  | Club Social Abancay     |   | Club Corazón de León       |   |    |
| 29/3/25 | 11:15 | CD Ingeniería Eléctrica | 0 | Club UNSAAC                | 0 |    |
|         |       | CD Salesianos           | 3 | Club San Francisco de Asis | 0 | WO |

#### Tabla de posiciones GRUPO B
| Pos. | Equipo                     | Pts. | PJ | PG | PE | PP | GF | GC | Dif. |
| ---- | -------------------------- | ---- | -- | -- | -- | -- | -- | -- | ---- |
| 1.º  | CD Ingeniería Eléctrica    | 11   | 5  | 3  | 2  | 0  | 13 | 3  | 10   |
| 2.º  | CD Salesianos              | 11   | 5  | 3  | 2  | 0  | 9  | 4  | 5    |
| 3.º  | Club UNSAAC                | 10   | 5  | 3  | 1  | 1  | 10 | 2  | 8    |
| 4.º  | Club Social Abancay        | 4    | 4  | 1  | 1  | 2  | 3  | 3  | 0    |
| 5.º  | Club Corazón de León       | 3    | 4  | 1  | 0  | 3  | 3  | 11 | −8   |
| 6.º  | Club San Francisco de Asis | 0    | 5  | 0  | 0  | 5  | 0  | 15 | −15  |

|  | Clasifica a cuartos de final. |

## Segunda etapa

### Segunda etapa - Cuartos de final[6]
| Fecha     | Hora  | Equipo 1                |   | Equipo 2             |   |  |
| --------- | ----- | ----------------------- | - | -------------------- | - |  |
| 5/04/2025 | 10:00 | CD Salesianos           | 2 | CD Cienciano Huaynas | 3 |  |
| 5/04/2025 | 11:40 | C.I. Sport Liberales    | 4 | Club UNSAAC          | 1 |  |
| 5/04/2025 | 13:20 | Club Cienciano Junior   | 6 | Club Social Abancay  | 0 |  |
| 5/04/2025 | 15:00 | CD Ingeniería Eléctrica | 2 | CD Balconcillo       | 0 |  |

## Tercera etapa

### Tercera etapa - Semifinal final
| Fecha      | Hora  | Equipo 1                |   | Equipo 2             |   |  |
| ---------- | ----- | ----------------------- | - | -------------------- | - |  |
| 12/04/2025 | 11:15 | Club Cienciano Junior   | 2 | CD Cienciano Huaynas | 0 |  |
| 12/04/2025 | 13:05 | CD Ingeniería Eléctrica | 0 | C.I. Sport Liberales | 2 |  |

## Cuarta etapa

### Cuarta etapa - Final
| Fecha      | Hora  | Equipo 1              |   | Equipo 2             |   |  |
| ---------- | ----- | --------------------- | - | -------------------- | - |  |
| 13/04/2025 | 11:00 | Club Cienciano Junior | 0 | C.I. Sport Liberales | 1 |  |